# Mary Kingsley
Mary Henrietta Kingsley, conocida como Mary Kingsley (Islington, 13 de octubre de 1862 – Simon's Town, 3 de junio de 1900) fue una etnógrafa, escritora y exploradora inglesa que tuvo una gran influencia en las ideas europeas sobre África y su gente.

## Biografía

### Primeros años
Kingsley fue hija primogénita de George Kingsley y de Mary Bailey, sobrina del novelista Charles Kingsley. Su padre era médico y trabajó para George Herbert, decimotercer conde de Pembroke, y otros aristócratas. Su padre viajó a menudo y acompañó a lord Dunraven en un viaje a Norteamérica de 1870 a 1875. Es posible que las opiniones de su padre sobre el trato brutal a los nativos americanos que observó en Estados Unidos influyeran en las opiniones posteriores de Mary sobre el colonialismo europeo en África Occidental.
Mary Kingsley recibió poca educación formal en comparación con su hermano Charles, aparte de lecciones de alemán a una edad temprana. Sin embargo, tuvo acceso a la gran biblioteca de su padre, escuchó sus historias de países extranjeros y leyó libros de ciencias y memorias de exploradores.
Su padre murió en febrero de 1892 y su madre, ya enferma desde hace tiempo, también murió cinco semanas más tarde. Liberada de las responsabilidades familiares, y con una renta de 500£ anuales, Mary pudo viajar a África y recopilar el material necesario para finalizar un libro que su padre había empezado acerca de la cultura y las tradiciones de las tribus y las poblaciones africanas.

### Viajes por África

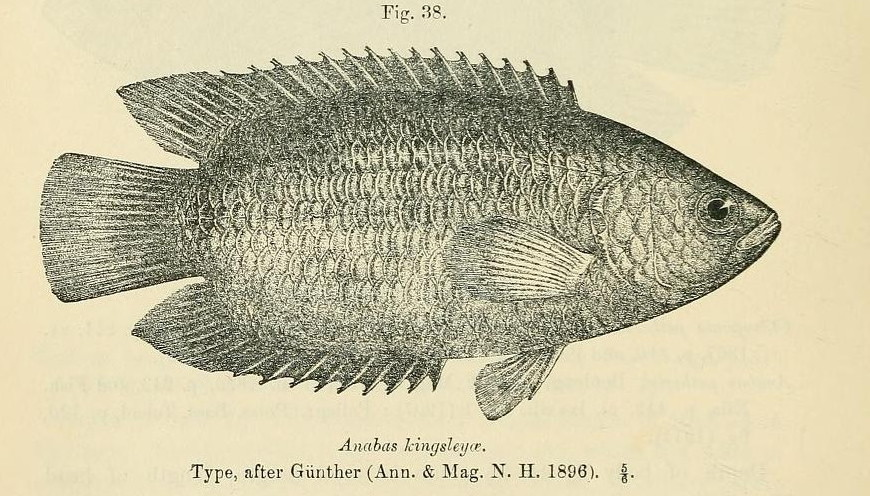
Ctenopoma kingsleyae, un pez que lleva el nombre de Kingsley

Tras una visita preliminar a las Islas Canarias, Kingsley decidió viajar a la costa occidental de África. Generalmente, las únicas mujeres no africanas que se participaban en viajes al África eran las esposas de misioneros o funcionarios. La exploración no se consideraba una ocupación adecuada para las mujeres inglesas. Las mujeres africanas se sorprendían de que una mujer de la edad de Kingsley viajara sola, y a menudo le preguntaban por qué su esposo no la acompañaba.
Kingsley desembarcó en Sierra Leona en agosto de 1893 y desde allí viajó a Luanda, en Angola. Vivió con las poblaciones locales y aprendió de ellas las técnicas de supervivencia necesarias para vivir en la naturaleza. A menudo Kingsley se adentró en zonas peligrosas solamente acompañada por guías y porteadores, sin acompañantes europeos. Su formación como enfermera la preparó para las lesiones y las enfermedades de la selva que sufriría más adelante. Kingsley regresó a Inglaterra en diciembre de 1893.
Viajó de nuevo a África un año después, en diciembre de 1894, con más apoyo y suministros. Quería estudiar a los pueblos llamados «caníbales» y sus prácticas religiosas tradicionales, comúnmente conocidas como «fetiches» durante la época victoriana. En abril, conoció a la misionera escocesa Mary Slessor, otra mujer europea que vivía en África sin esposo. Fue durante su encuentro con Slessor que Kingsley se enteró de la costumbre de matar gemelos, costumbre que Slessor estaba decidida a erradicar. Los nativos creían que uno de los gemelos era hijo del diablo, quien se había apareado en secreto con la madre, y como era imposible distinguir a la criatura inocente, ambos eran asesinados, y a menudo también la madre era asesinada por atraer al diablo para que la embarazara.
Más tarde, en Gabón, Kingsley remontó en canoa el río Ogüé, donde recolectó especímenes de peces desconocidos para la ciencia occidental, tres de los cuales posteriormente recibieron su nombre. Tras conocer al pueblo fang y recorrer su territorio, escaló el monte Camerún por una ruta nunca antes intentada por ningún otro europeo. 

### Regreso a Inglaterra
A su regreso en noviembre de 1895, Kingsley fue recibida por numerosos periodistas. La prensa la retrataba como una «Mujer Nueva», una imagen que ella no compartía, pues se distanció de las reivindicaciones del movimiento feminista de la época. Durante los tres años siguientes, realizó una gira por Inglaterra, impartiendo conferencias sobre la vida en África a un público muy diverso. Fue la primera mujer en dirigirse a las cámaras de comercio de Liverpool y de Manchester.
Kingsley irritó a la Iglesia de Inglaterra al criticar a los misioneros por intentar convertir a la gente de África y cambiar sus formas de vida. Abordó muchos aspectos que resultaban chocantes para los ingleses, como la poligamia, que, según ella, se practicaba por necesidad, pues pudo comprobar que las esposas africanas típicas tenían muchas tareas que gestionar. Los misioneros a menudo exigían a los africanos conversos que abandonaran a todas sus esposas menos a una, dejando a las demás mujeres y niños sin el apoyo de un marido, lo que creaba muchos problemas sociales y económicos. Kingsley también criticó a los misioneros abstemios, sugiriendo que quienes bebían pequeñas cantidades de alcohol tenían mejores tasas de supervivencia.
Las creencias de Kingsley sobre el imperialismo cultural y económico son complejas y ampliamente debatidas por los académicos actuales. Por un lado, consideraba que los pueblos y culturas africanos necesitaban protección y preservación, pero por otra parte también creía en las ventajas de un gobierno local controlado desde Europa y en la necesidad de que las poblaciones indígenas adoptaran la cultura y la tecnología europeas.
Además afirmó que ella no consideraba a «los nativos como 'inferiores'... sino con un tipo de mentalidad diferente de la del hombre blanco —un tipo de mentalidad muy aceptable, a su manera». Sin embargo, era bastante conservadora en otros temas y no apoyaba el movimiento del sufragio femenino. 

### Muerte

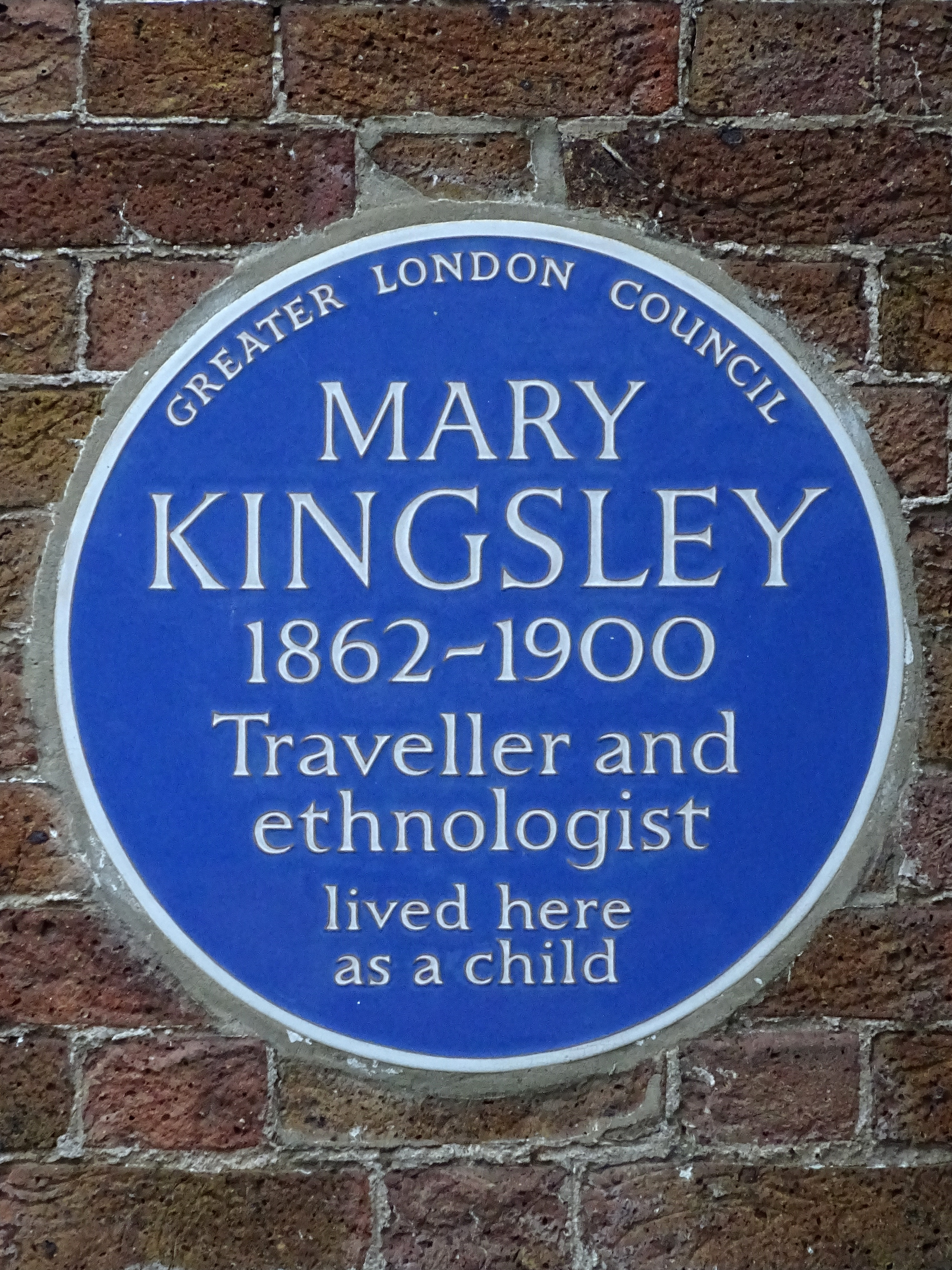
Placa colocada en 1975 en el nº 22 de Southwood Lane, Highgate, Londres

Tras el estallido de la Segunda guerra bóer, Kingsley viajó a Ciudad del Cabo en marzo de 1900 y se ofreció como enfermera voluntaria. Estuvo destinada en el hospital de Simon's Town, donde atendió a prisioneros de guerra bóeres. Tras prestar servicios a los enfermos durante unos dos meses, desarrolló síntomas de fiebre tifoidea y falleció en junio de 1900. De acuerdo con sus deseos, fue enterrada en el mar. 

## Obras
Kingsley escribió dos libros sobre sus experiencias. En 1897 se publicó Travels in West Africa [Viajes por África Occidental], que se convirtió en un éxito de ventas inmediato. En 1899 apareció West African Studies [Estudios de África Occidental]. 
Con estas obras, obtuvo el respeto y el prestigio dentro de la comunidad académica, aunque algunos periódicos, como The Times, se negaron a publicar reseñas de sus obras, se supone que por los argumentos antiimperialistas presentados en ellas.